# Ondřej Vaněk
Ondřej Vaněk (* 5. Juli 1990 in Brünn) ist ein tschechischer Fußballspieler.

## Karriere

### Verein
Vaněk begann mit dem Vereinsfußball in der Jugend von Zbrojovka Brno und wechselte von hier aus 2008 in die Jugendabteilung von Slavia Prag. Bei Slavia wurde er 2009 in den Profikader involviert und kam nach wenigen Monaten zu regelmäßigen Einsätzen. 2011 verließ Vaněk Slavia und spielte anschließend für FK BAUMIT Jablonec.
Zur Rückrunde der Saison 2013/14 wechselte Vaněk in die türkische Süper Lig zu Kayserispor. Nachdem sein Verein zum Saisonende den Klassenerhalt verfehlte und sein Ausländerkontingent entsprechend den Bestimmungen der TFF 1. Lig auf drei reduzieren musste, wurde Vaněks Vertrag nach gegenseitigem Einvernehmen aufgelöst.
Von 2014 bis 2016 spielte er für den FC Viktoria Pilsen, mit dem er einmal die tschechische Meisterschaft gewann. Seit 2016 ist er für den russischen Erstligisten FK Ufa aktiv.

### Nationalmannschaft
Vaněk spielte in dem Jahr 2012 mehrere Male für die tschechische U-21-Nationalmannschaft.
Seit 2013 ist er für die tschechische Nationalmannschaft tätig und kommt bisher auf acht Länderspiele.

## Erfolge
- Tschechischer Meister 2016 mit Viktoria Pilsen